# Drava (região estatística)

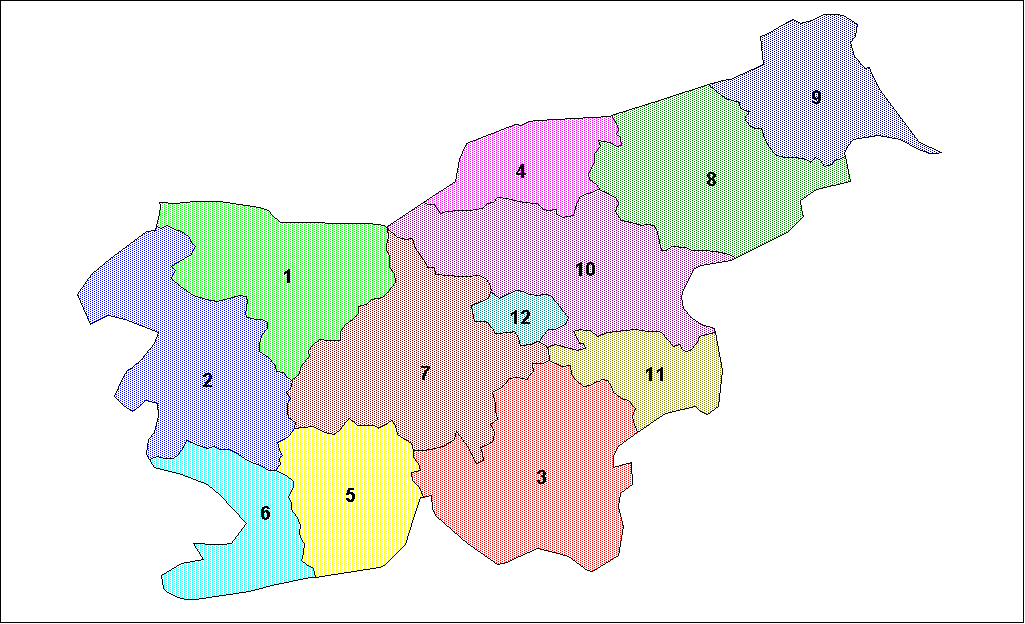
Podravska(nº 8, em verde, no leste), região estatística da Eslovénia

A região do Drava (em esloveno:  Podravska regija) é uma das doze regiões estatísticas em que se subdivide a Eslovénia. Em finais de 2005, contava com uma população de 319 235 habitantes.
É composta pelos seguintes municípios:
- Benedikt
- Bistrica Eslovena (Slovenska Bistrica)
- Cerkvenjak
- Cirkulane
- Destrnik
- Dornava
- Duplek
- Gorišnica
- Hajdina
- Hoče–Slivnica
- Juršinci
- Kidričevo
- Kungota
- Lenart
- Lovrenc no Pohorje (Lovrenc na Pohorju)
- Majšperk
- Makole
- Maribor
- Markovci
- Miklavž no Campo do Drava (Miklavž na Dravskem polju)
- Oplotnica
- Ormož
- Pesnica
- Podlehnik
- Poljčane
- Ptuj
- Rače–Fram
- Ruše
- Selnica no Drava (Selnica ob Dravi)
- Šentilj
- Središče no Drava (Središce ob Dravi)
- Starše
- Sveta Ana
- Sveta Trojica nos Montes Eslovenos (Sveta Trojica v Slovenskih Goricah)
- Sveti Andraž nos Montes Eslovenos (Sveti Andraž v Slovenskih goricah)
- Sveti Jurij nos Montes Eslovenos (Sveti Jurij v Slovenskih Goricah)
- Sveti Tomaž
- Trnovska Vas
- Videm
- Zavrč
- Žetale